# Manuel Rodrigues Coelho
Manuel Rodrigues Coelho (Elvas, c. 1555-Lisboa, 1635) fue un organista y compositor portugués del período Barroco.

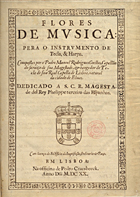
"Flores de música". Publ. por Pedro Craesbeeck en Lisboa en 1620.

Luego de trabajar en las catedrales de Badajoz y Elvas, en 1603 fue nombrado organista de la catedral de Lisboa y miembro de la capilla real. Se le considera el primer compositor de teclado de relevancia en la Península ibérica luego de Cabezón, por sus tientos escritos en un estilo barroco muy vivaz, donde predomina el brillo sobre el desarrollo temático.